# 僧伽跋摩 (唐朝)
僧伽跋摩，唐朝初期佛教僧侣，康国人。
他少年出家，游学至中国长安，以戒行清严著称。唐高宗显庆年间，受命随唐朝使团出访印度，在大觉寺献大法会。在菩提陀内无忧树下，雕刻佛像和观自在菩萨像。技法高超。回到长安后，又奉皇命到交州采药。当时交州饥荒岁，饿殍遍野，于是置办食物救济孤苦。最后自己生活困顿，染病而终。当时他六十余岁。